# Guillaume Bonnafond
Guillaume Bonnafond (Valence, 23 maggio 1987) è un dirigente sportivo ed ex ciclista su strada francese, professionista dal 2009 al 2018.

## Carriera
Iniziò a correre in bicicletta a 13 anni; fino ai 16 praticò anche la pallacanestro. Nelle categorie giovanili passò in diverse squadre ciclistiche francesi, Crest Saillans, Le Cheylard CF 07, Charvieu-Chavagneux Isère Cyclisme, poi, tra i dilettanti Under-23, vestì la divisa della Chambéry Cyclisme Formation.
Nel 2008 vinse la Ronde de l'Isard d'Ariège ed il Tour des Pays de Savoie, e si classificò secondo nella prova in linea Under-23 dei campionati francesi. Nel finale di annata venne ingaggiato come stagista dall'AG2R La Mondiale, con la quale partecipò alla Polynormande ed alla Parigi-Corrèze. Passò professionista con la stessa AG2R all'inizio del 2009. Nel 2009, in seguito ai problemi di Ludovic Turpin, venne selezionato per disputare il Giro d'Italia; durante quella "Corsa rosa" si mise in evidenza in tre tappe (sesta, quattordicesima e ventesima), andando a concludere 87º nella classifica generale.
Nel 2012, sempre in maglia AG2R La Mondiale, si classificò secondo alla Parigi-Corrèze. Vestì la maglia della squadra savoiarda fino a tutto il 2016, svolgendo perlopiù ruoli di gregariato. Nel 2017 viene ingaggiato dal team Cofidis, con cui corre per due stagioni, fino a fine 2018, prima di ritirarsi dalle corse.
Dal 2019 è direttore sportivo del team svizzero Swiss Racing Academy, noto dal 2022 come Tudor Pro Cycling Team.

## Palmarès
- 2008 (Chambéry Cyclisme Formation Under-23)

4ª tappa Ronde de l'Isard d'Ariège
Classifica generale Ronde de l'Isard d'Ariège
2ª tappa Tour des Pays de Savoie (La Toussuire)
3ª tappa Tour des Pays de Savoie (Chambéry)
Classifica generale Tour des Pays de Savoie

## Piazzamenti

### Grandi Giri
- Giro d'Italia

2009: 87º
2010: ritirato (6ª tappa)
2012: 90º
2013: 107º
2016: 54º
- Vuelta a España

2010: 58º
2011: 26º
2017: 88º

### Classiche monumento
- Milano-Sanremo

2014: 112º
2018: 113º
- Liegi-Bastogne-Liegi

2017: 133º
- Giro di Lombardia

2010: 22º
2011: ritirato
2012: ritirato
2015: ritirato
2017: ritirato